# Metelen
Metelen is een plaats en gemeente in de Duitse deelstaat Noordrijn-Westfalen, gelegen in de Kreis Steinfurt. De gemeente Metelen telt 6.363 inwoners (31 december 2020) op een oppervlakte van 40,28 km².
Bij Metelen, dat op grond van zijn geschiedenis eigenlijk een stadje is,  horen de beide gehuchten Naendorf en Samberg.

## Ligging, infrastructuur
Dichtbij Metelen gelegen grotere plaatsen zijn Ochtrup, 9 km noordwaarts, en de stad Burgsteinfurt, 10 km oostwaarts.
Metelen ligt circa 20 kilometer ten zuidoosten van de Duits-Nederlandse grens bij Glanerbrug. Het stadje ligt aan de Bundesstraße 70, enkele kilometers ten zuidwesten van de kruising van die weg en de Bundesstraße 54. Op circa 9 km in westelijke richting, bij Heek, ligt afrit 31 van de Autobahn A31.
De stoptrein van Enschede naar Münster (zie:Spoorlijn Münster - Glanerbeek) stopt tweemaal per uur in beide richtingen op de spoorweghalte, die in 1984 station Metelen Land heeft vervangen.
Een buurtbusverbinding bestaat met Schöppingen en Wettringen.

## Economie
De voornaamste bron van bestaan te Metelen is het toerisme.
Ter vervanging van de in 1973 beëindigde textielindustrie beoogt de gemeente sedertdien, vervangende werkgelegenheid in de vorm van lokaal  en regionaal midden- en kleinbedrijf te creëren. Ten noordoosten van het stadje ligt een uitgestrekt daarvoor bestemd bedrijventerrein.

## Geschiedenis
Metelen is ontstaan rondom een onder protectie van koning Arnulf van Karinthië staand, in 889 in het leven geroepen nonnenklooster, dat zich in de loop der eeuwen tot een tamelijk belangrijk vrouwensticht ontwikkelde. Tot het sticht behoorde de St. Cornelius- en Cyprianuskerk. Het Stift Metelen was als een der weinige van dit soort instellingen in de eerste eeuwen van zijn bestaan rijksonmiddelbaar, maar moest vanaf 1173 wel een voogdij toestaan door het Graafschap Tecklenburg, terwijl ook de prins-bisschoppen van Münster met wisselend succes trachtten, het sticht onder hun controle te brengen. In de 16e eeuw werd het een wereldlijk sticht voor adellijke dames, maar bleef tot aan de opheffing ervan in 1810 rooms-katholiek. Het sticht was in de 16e eeuw zo'n uitgestrekt gebouwencomplex, dat het in feite, samen met de omliggende huizen, een wigbold (vlek) werd. Reeds in 1337 had Metelen het marktrecht verworven. In 1591 permitteerde de abdis zich zelfs, aan Metelen stadsrechten te verlenen. Er werd een stadsomwalling gebouwd, met een gracht eromheen, en vier stadspoorten. Een weggetje in het centrum, Wallweg, loopt over de plaats van deze voormalige stadswal.
Tijdens de Dertigjarige Oorlog, in 1623, werd, voorafgaande aan de Slag bij Stadtlohn, het sticht veroverd en deels verwoest door protestantse troepen van Christiaan van Brunswijk-Wolfenbüttel. Er volgde een periode van economische achteruitgang.
Van de 18e eeuw tot 1973 werd Metelen door textielindustrie gekenmerkt: tot in het midden van de 19e eeuw fabricage in huisnijverheid van linnen, en nadien productie in diverse fabrieken, die na plm. 1970 successievelijk alle door faillissement ophielden te bestaan.

## Bezienswaardigheden
De Overijsselse Vecht stroomt door Metelen. Op deze rivier ligt in het centrum de fraaie watermolen van Plagemann, die bezichtigd kan worden.
Bezienswaardig is ook de ten dele romaanse St. Cornelius- en Cyprianuskerk, met zeer interessant interieur.
Dicht bij deze kerk zijn enige 18e-eeuwse gebouwen van het voormalige sticht (Stiftshäuser) bewaard gebleven, o.a. het voormalige abdissenhuis.  Het Stiftshaus is een bescheiden streekmuseum.
Ten noordoosten van het stadje lag tot aan het faillissement in 2011 een dierentuin, het ZooPark Metelen. Daarvoor was dit alleen een vogelpark (Meteler Heide). In 2019 is een ondernemer op deze locatie weer een nieuw attractiepark, DinoZoo Metelen, begonnen, een combinatie van een dierenpark en een tentoonstelling over dinosauriërs.
Metelen bezit ook nog een spoorwegmuseum in het voormalige station Metelen Land. Bijzonder is, dat de zolder van dit voormalige station een toevluchtsoord is voor drie soorten onder natuurbescherming staande vleermuizen.
In de omliggende omgeving zijn vele fiets- en wandelmogelijkheden. Metelen heeft enkele supermarkten en restaurants. Ook is er een actief verenigingsleven.

## Belangrijke personen in relatie tot Metelen

### Geboren
- Hans Tietmeyer (18 augustus 1931 – 27 december 2016), Duits econoom en bankier
  - Diens broer Klemens, geboren te Metelen op 9 augustus 1937, overleden op 17 maart 1993, was rond 1960 een van de vele goede tafeltennissers uit Metelen, en behoorde zelfs tot de Duitse nationale selectie.
- Anne Daubenspeck-Focke (18 april 1922 - 27 januari 2021), schilderes, maar vooral beeldhouwster, werkte samen met haar man vanuit hun atelier in Emsdetten, werd bekend door vele realistische, maar gestileerde bronzen plastieken, die straten, pleinen en parken sieren in talrijke plaatsen in het Münsterland[2].   
  - Hermann Focke, een familielid van Anne, werd op 5 maart 1924 geboren, en was ook beeldend kunstenaar,  hoofdzakelijk beeldhouwer.  Hij werd minder bekend dan Anne, werkte meestal in een abstracte stijl, en was vooral actief te Düsseldorf.  Hij overleed op 26 maart 2020.

## Partnergemeente
Château-Renard, Frankrijk

## Afbeeldingen

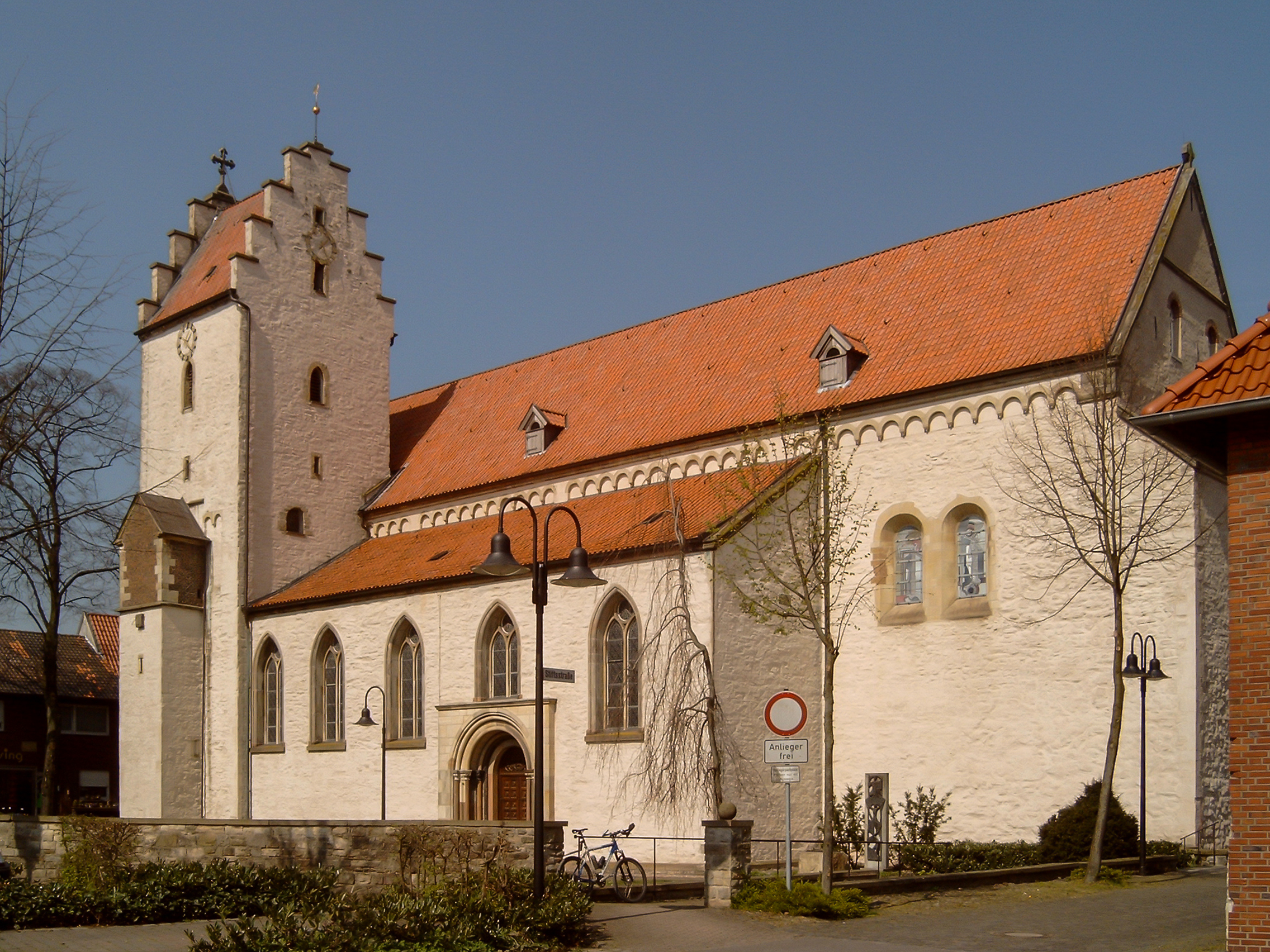
St.-Cornelius-und-Cyprian-Kirche
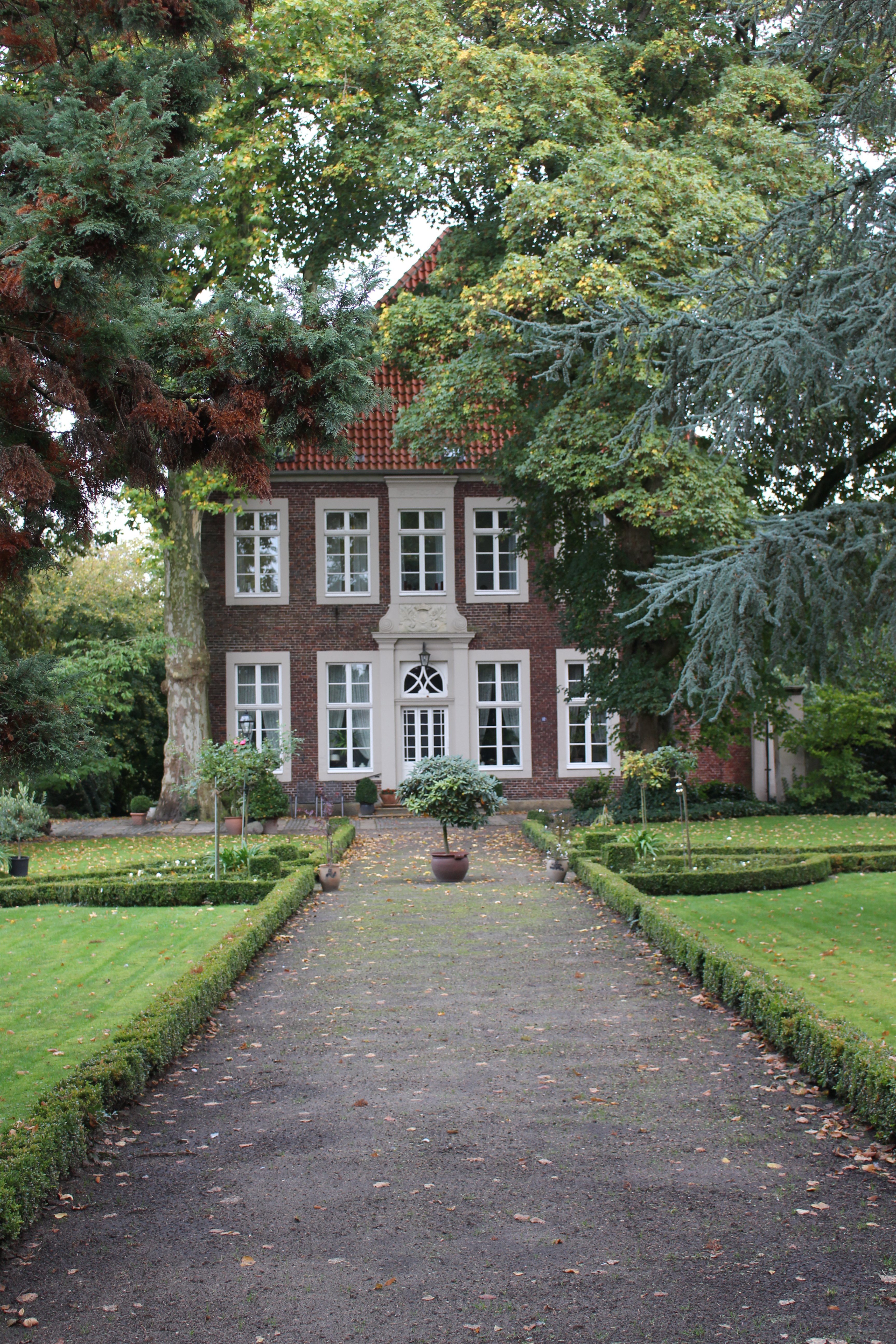
Stiftshaus (1720)
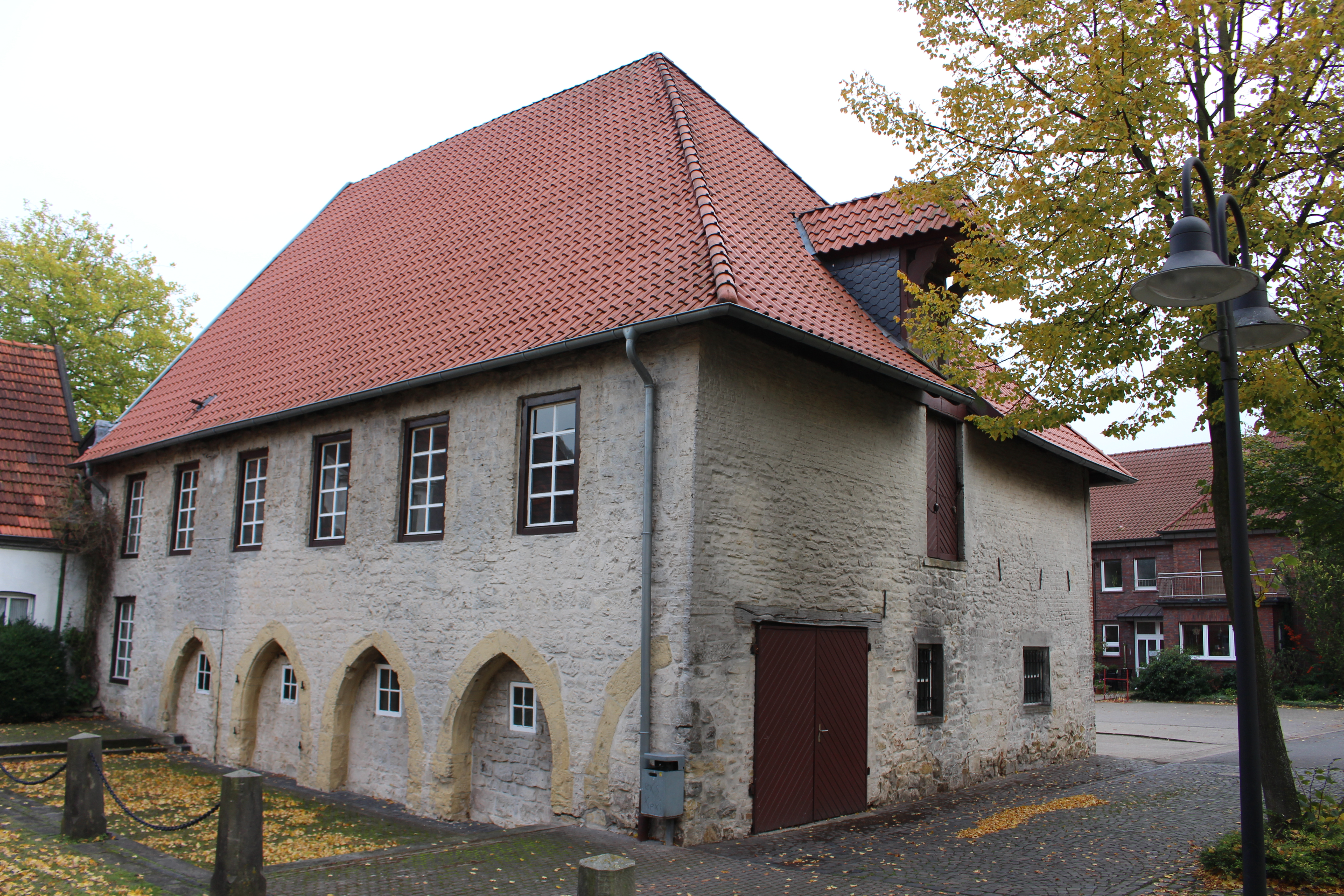
Voormalig dormitorium van het sticht (oudste bouwfase rond het jaar 1200)
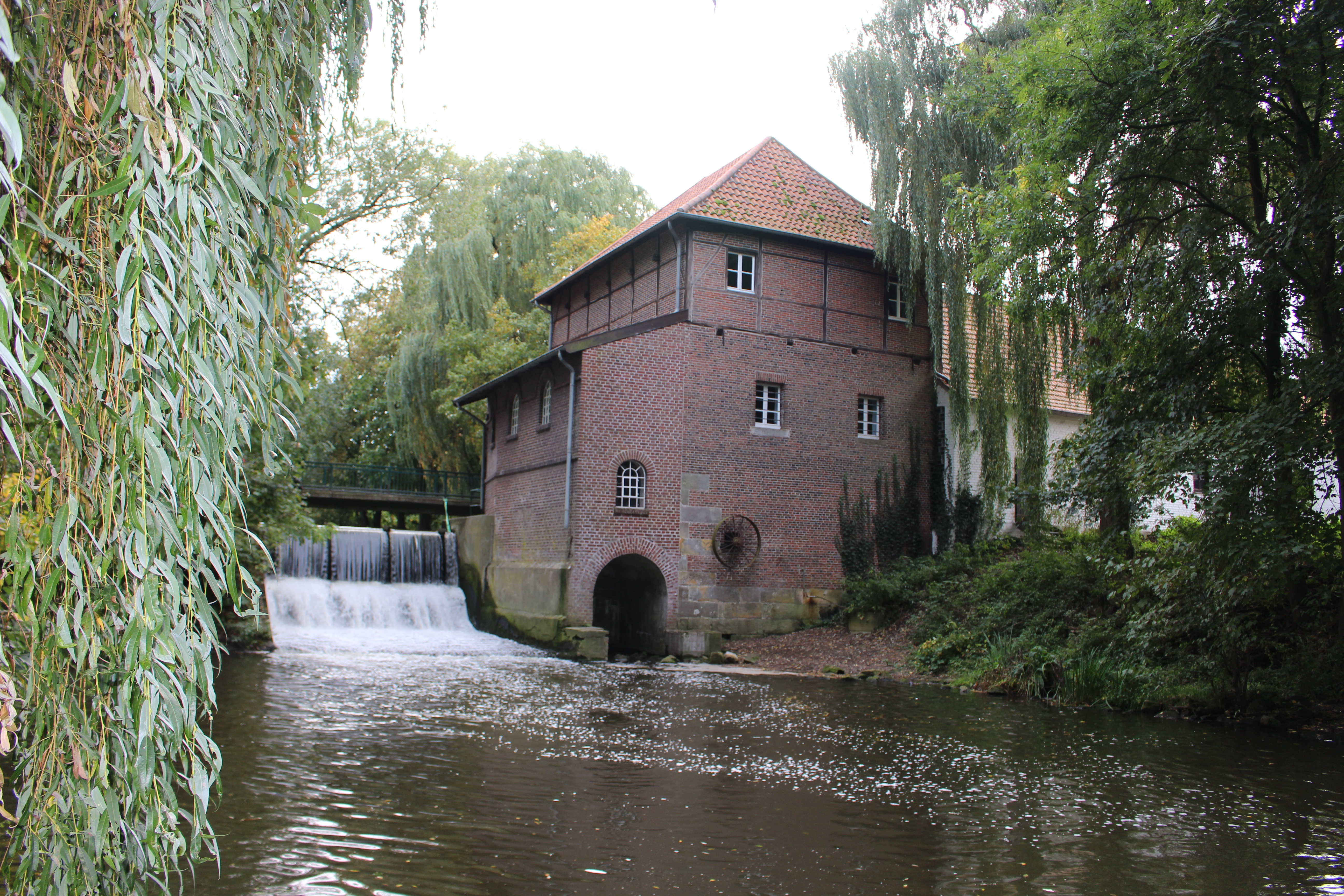
Watermolen Plagemann
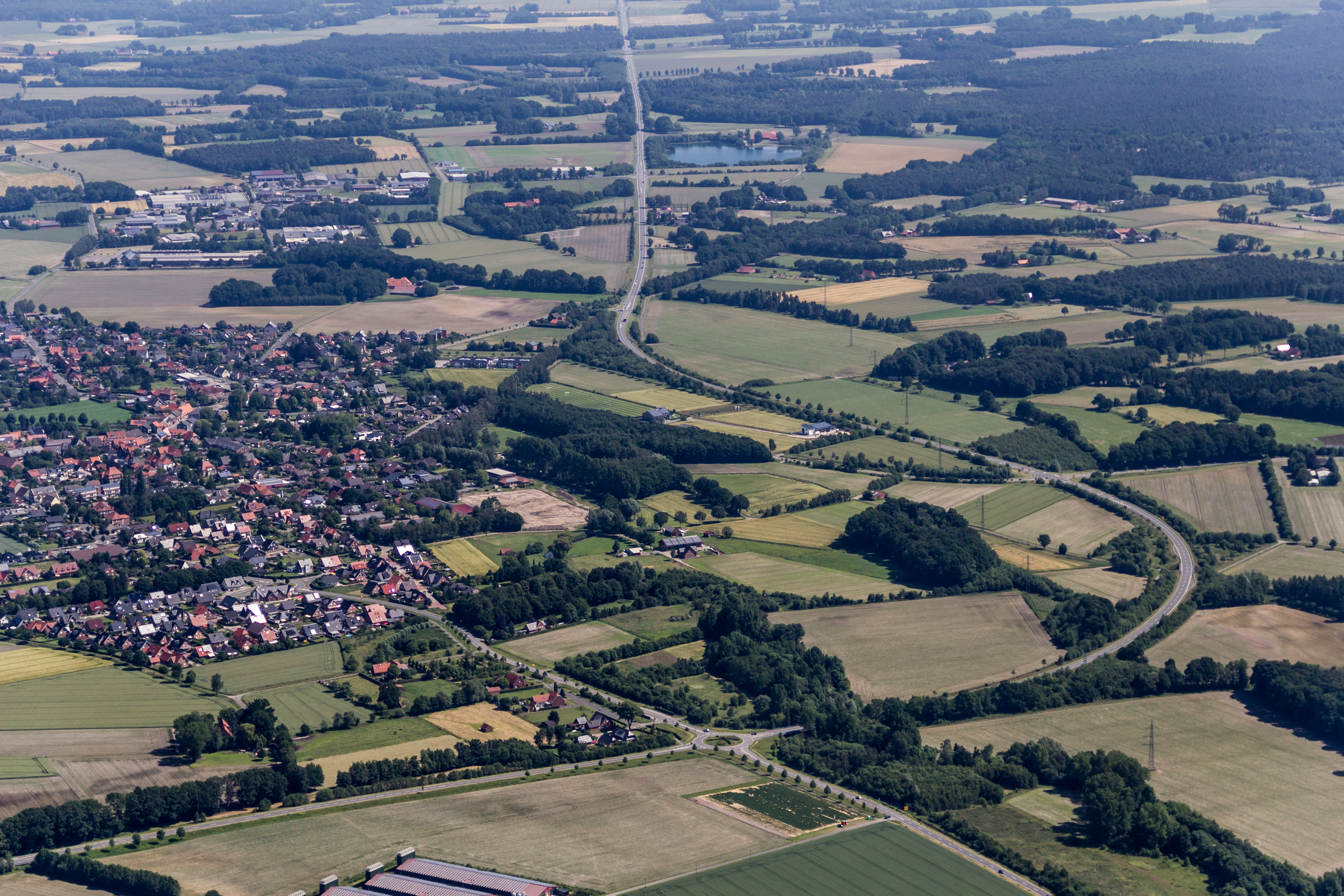
Gezicht op Metelen
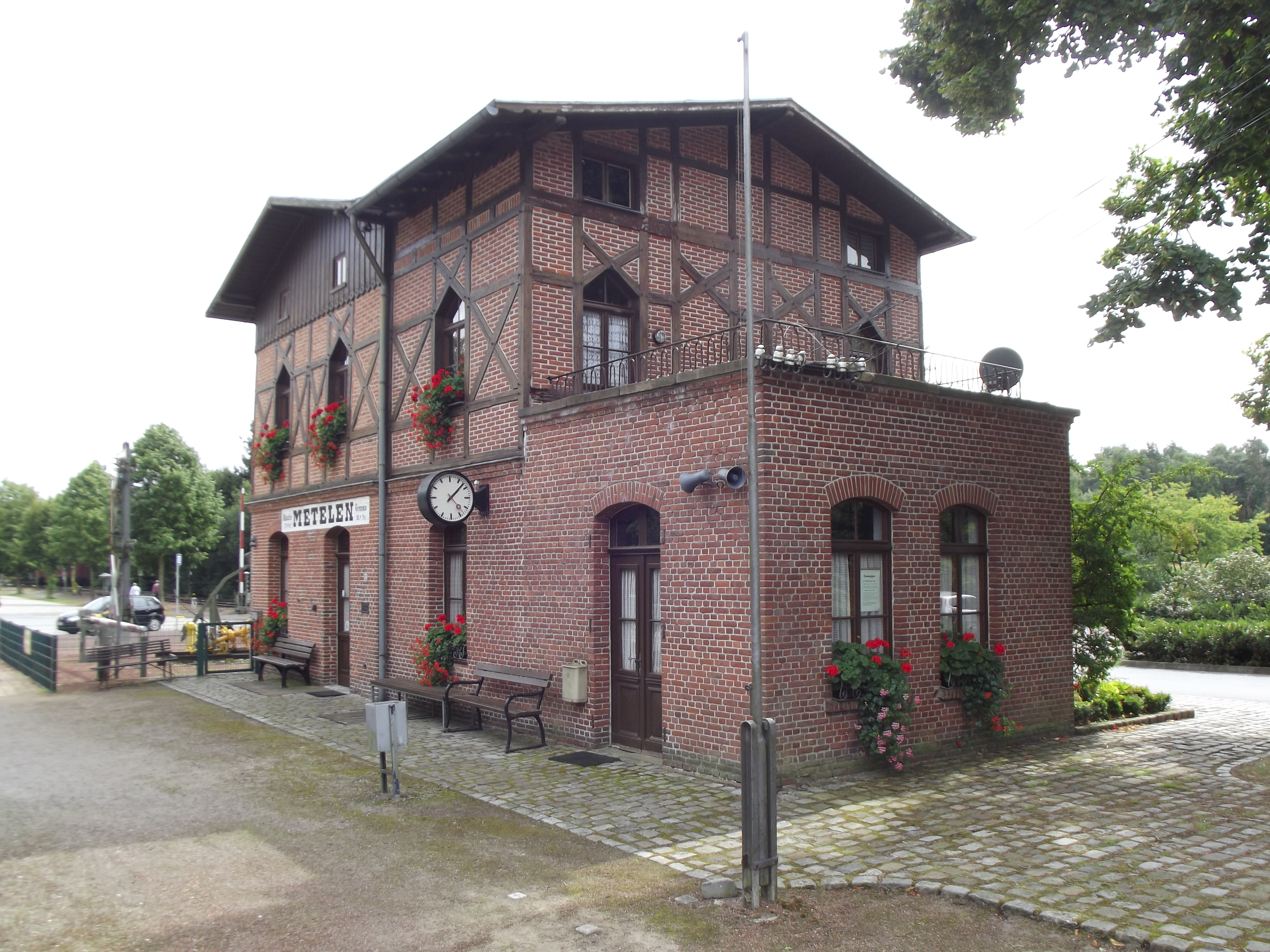
Spoorwegmuseum